# Edwardsiana pseudocommissuralis
Edwardsiana pseudocommissuralis är en insektsart som beskrevs av Erhard Christian 1953. Edwardsiana pseudocommissuralis ingår i släktet Edwardsiana och familjen dvärgstritar. Inga underarter finns listade i Catalogue of Life.